# Campeonato Mundial de Atletismo de 2017 - Maratona feminina
A competição da maratona feminina no Campeonato Mundial de Atletismo de 2017 foi realizada nas ruas de Londres no dia 6 de agosto. Rose Chelimo do Bahrein levou a medalha de ouro.

## Recordes
Antes da competição, os recordes eram os seguintes:
| Recorde mundial                               | Paula Radcliffe (GBR) | 2:15:25 | Londres, Reino Unido    | 13 de abril de 2003    |
| Recorde do campeonato                         | Paula Radcliffe (GBR) | 2:20:57 | Helsínquia, Finlândia   | 14 de agosto de 2005   |
| Recorde do ano                                | Mary Keitany (KEN)    | 2:17:01 | Londres, Reino Unido    | 23 de abril de 2017    |
| Recorde da África                             | Mary Keitany (KEN)    | 2:17:01 | Londres, Reino Unido    | 23 de abril de 2017    |
| Recorde da Ásia                               | Mizuki Noguchi (JPN)  | 2:19:12 | Berlim, Alemanha        | 25 de setembro de 2005 |
| Recorde da América do Norte, Central e Caribe | Deena Kastor (USA)    | 2:19:36 | Londres, Reino Unido    | 23 de abril de 2006    |
| Recorde da América do Sul                     | Inés Melchor (PER)    | 2:26:45 | Berlim, Alemanha        | 28 de setembro de 2014 |
| Recorde da Europa                             | Paula Radcliffe (GBR) | 2:15:25 | Londres, Reino Unido    | 13 de abril de 2003    |
| Recorde da Oceania                            | Benita Willis (AUS)   | 2:22:36 | Chicago, Estados Unidos | 22 de outubro de 2006  |

## Medalhistas
| Ouro               | Prata               | Bronze          |
| Rose Chelimo (BHR) | Edna Kiplagat (KEN) | Amy Cragg (USA) |

## Tempo de qualificação
| Tempo de qualificação |
| --------------------- |
| 2:45:00               |

## Calendário
| Data                | Horário | Fase  |
| ------------------- | ------- | ----- |
| 6 de agosto de 2017 | 14:00   | Final |

Todos os horários estão no horário local (UTC+1)

## Resultado
A final da prova ocorreu dia 6 de agosto às 14:00. 
| Pos.              | Nome                       | Nacionalidade   | Tempo   | Notas                |
| ----------------- | -------------------------- | --------------- | ------- | -------------------- |
| Medalha de ouro   | Rose Chelimo               | Bahrein         | 2:27:11 | Recorde da temporada |
| Medalha de prata  | Edna Kiplagat              | Quênia          | 2:27:18 | Recorde da temporada |
| Medalha de bronze | Amy Cragg                  | Estados Unidos  | 2:27:18 | Recorde da temporada |
| 4                 | Flomena Cheyech Daniel     | Quênia          | 2:27:21 |                      |
| 5                 | Shure Demise               | Etiópia         | 2:27:58 |                      |
| 6                 | Eunice Kirwa               | Bahrein         | 2:28:17 |                      |
| 7                 | Helah Kiprop               | Quênia          | 2:28:19 |                      |
| 8                 | Mare Dibaba                | Etiópia         | 2:28:49 | Recorde da temporada |
| 9                 | Jessica Trengove           | Austrália       | 2:28:59 |                      |
| 10                | Berhane Dibaba             | Etiópia         | 2:29:01 |                      |
| 11                | Serena Burla               | Estados Unidos  | 2:29:32 |                      |
| 12                | Aselefech Mergia           | Etiópia         | 2:29:43 |                      |
| 13                | Charlotte Purdue           | Grã-Bretanha    | 2:29:48 |                      |
| 14                | Eva Vrabcová-Nývltová      | Chéquia         | 2:29:56 | Recorde pessoal      |
| 15                | Kim Hye-gyong              | Coreia do Norte | 2:30:29 | Recorde da temporada |
| 16                | Mao Kiyota                 | Japão           | 2:30:36 |                      |
| 17                | Yuka Ando                  | Japão           | 2:31:31 |                      |
| 18                | Alyson Dixon               | Grã-Bretanha    | 2:31:36 |                      |
| 19                | Helalia Johannes           | Namíbia         | 2:32:01 |                      |
| 20                | Sinead Diver               | Austrália       | 2:33:26 |                      |
| 21                | Marta Esteban              | Espanha         | 2:33:37 | Recorde da temporada |
| 22                | Fate Tola                  | Alemanha        | 2:33:39 |                      |
| 23                | Izabela Trzaskalska        | Polónia         | 2:35:03 |                      |
| 24                | Milly Clark                | Austrália       | 2:35:27 | Recorde da temporada |
| 25                | Anne-Mari Hyryläinen       | Finlândia       | 2:35:33 |                      |
| 26                | Inés Melchor               | Peru            | 2:35:34 |                      |
| 27                | Risa Shigetomo             | Japão           | 2:36:03 |                      |
| 28                | Filomena Costa             | Portugal        | 2:36:42 | Recorde da temporada |
| 29                | Jo Un-ok                   | Coreia do Norte | 2:36:46 |                      |
| 30                | Beata Naigambo             | Namíbia         | 2:37:24 | Recorde da temporada |
| 31                | Ilona Marhele              | Letônia         | 2:37:40 | Recorde pessoal      |
| 32                | Rosa Chacha                | Equador         | 2:37:50 |                      |
| 33                | Claire McCarthy            | Irlanda         | 2:38:26 | Recorde da temporada |
| 34                | Lim Kyung-hee              | Coreia do Sul   | 2:38:38 |                      |
| 35                | Dagmara Handzlik           | Chipre          | 2:38:52 | Recorde nacional     |
| 36                | Katarzyna Kowalska         | Polónia         | 2:39:39 |                      |
| 37                | Lindsay Flanagan           | Estados Unidos  | 2:39:47 | Recorde da temporada |
| 38                | Kim Seong-eun              | Coreia do Sul   | 2:39:52 |                      |
| 39                | Katharina Heinig           | Alemanha        | 2:39:59 | Recorde da temporada |
| 40                | Mapaseka Makhanya          | África do Sul   | 2:40:15 | Recorde da temporada |
| 41                | Lonah Chemtai              | Israel          | 2:40:22 | Recorde da temporada |
| 42                | Viktoriia Poliudina        | Quirguistão     | 2:40:28 | Recorde pessoal      |
| 43                | Tracy Barlow               | Grã-Bretanha    | 2:41:03 |                      |
| 44                | Darya Mykhaylova           | Ucrânia         | 2:41:29 |                      |
| 45                | Vaida Žūsinaitė            | Lituânia        | 2:41:44 | Recorde da temporada |
| 46                | Paula González Berodia     | Espanha         | 2:42:47 |                      |
| 47                | Rutendo Nyahora            | Zimbabwe        | 2:42:53 | Recorde da temporada |
| 48                | Tetyana Vernyhor           | Ucrânia         | 2:43:12 |                      |
| 49                | Wilma Arizapana            | Peru            | 2:43:13 |                      |
| 50                | Lavinia Haitope            | Namíbia         | 2:44:02 |                      |
| 51                | Tarah Korir                | Canadá          | 2:44:30 |                      |
| 52                | Khishigsaikhan Galbadrakh  | Mongólia        | 2:44:48 |                      |
| 53                | Anita Kažemāka             | Letônia         | 2:44:49 | Recorde da temporada |
| 54                | Choi Kyung-sun             | Coreia do Sul   | 2:45:46 |                      |
| 55                | Dailín Belmonte            | Cuba            | 2:46:15 | Recorde da temporada |
| 56                | Sara Ramadhani             | Tanzânia        | 2:46:23 |                      |
| 57                | Bojana Bjeljac             | Croácia         | 2:46:46 |                      |
| 58                | Munkhzaya Bayartsogt       | Mongólia        | 2:46:59 |                      |
| 59                | Jenna Challenor            | África do Sul   | 2:47:22 | Recorde da temporada |
| 60                | Lisa Ring                  | Suécia          | 2:48:39 |                      |
| 61                | Carmen Toaquiza            | Equador         | 2:48:45 |                      |
| 62                | Rosa Godoy                 | Argentina       | 2:49:30 | Recorde da temporada |
| 63                | Maor Tiyouri               | Israel          | 2:49:45 | Recorde da temporada |
| 64                | Monika Athare              | Índia           | 2:49:54 |                      |
| 65                | Liu Qinghong               | China           | 2:52:21 | Recorde da temporada |
| 66                | Iuliia Andreeva            | Quirguistão     | 2:53:17 | Recorde da temporada |
| 67                | Liliana Maria Dragomir     | Roménia         | 2:53:30 |                      |
| 68                | Mayada Al-Sayad            | Palestina       | 2:54:58 | Recorde da temporada |
| 69                | Matea Matošević            | Croácia         | 2:55:06 | Recorde da temporada |
| 70                | Dayna Pidhoresky           | Canadá          | 2:56:15 |                      |
| 71                | Gloria Privileggio         | Grécia          | 2:57:06 |                      |
| 72                | Angela Brito               | Equador         | 2:58:21 |                      |
| 73                | Yelena Nanaziashvili       | Cazaquistão     | 2:58:32 |                      |
| 74                | Fortunale Chidzivo         | Zimbabwe        | 2:58:51 | Recorde da temporada |
| 75                | Teodora Simović            | Sérvia          | 2:59:01 |                      |
| 76                | Nikolina Stepan            | Croácia         | 2:59:43 |                      |
| 77                | María Grazzia Bianchi      | Venezuela       | 3:04:11 |                      |
| 78                | Marisa Casanueva           | Espanha         | 3:05:03 |                      |
| 79                | Cao Mojie                  | China           | DNF     |                      |
| 79                | Fadime Suna Çelik          | Turquia         | DNF     |                      |
| 79                | Kenza Dahmani              | Argélia         | DNF     |                      |
| 79                | Hsieh Chien-ho             | Taipé Chinesa   | DNF     |                      |
| 79                | Viktoria Khapilina         | Ucrânia         | DNF     |                      |
| 79                | Kim Hye-song               | Coreia do Norte | DNF     |                      |
| 79                | Yolimar Pineda             | Venezuela       | DNF     |                      |
| 79                | Ourania Rebouli            | Grécia          | DNF     |                      |
| 79                | Catarina Ribeiro           | Portugal        | DNF     |                      |
| 79                | Magdalena Shauri           | Tanzânia        | DNF     |                      |
| 79                | Paula Todoran              | Roménia         | DNF     |                      |
| 79                | Hiruni Kesara Wijavaratine | Sri Lanka       | DNF     |                      |
| 79                | Louise Wiker               | Suécia          | DNF     |                      |
| 80                | Yelena Dolinin             | Israel          | DNS     |                      |

Legenda
| Recorde mundial       | Recorde mundial (World record)               |                       | Recorde africano                      | Recorde africano (African) |                                           | Q | Classificado por posição (Qualified) |
| Recorde do campeonato | Recorde do campeonato (Championship record)  | Recorde da América    | Recorde da América (Americas)         | q                          | Classificado por melhor tempo (Qualified) |   |                                      |
| Melhor marca do ano   | Melhor marca do ano (World leading)          | Recorde asiático      | Recorde asiático (Asian)              | DNS                        | Não largou (Did not start)                |   |                                      |
| Recorde nacional      | Recorde nacional (National record)           | Recorde europeu       | Recorde europeu (European)            | DNF                        | Não terminou (Did not finish)             |   |                                      |
| Recorde pessoal       | Recorde pessoal do atleta (Personal best)    | Recorde da Oceania    | Recorde da Oceania (Oceania)          | DSQ / DQ                   | Desclassificado (Disqualified)            |   |                                      |
| Recorde da temporada  | Recorde da temporada do atleta (Season best) | Recorde sul-americano | Recorde sul-americano (South America) | NM                         | Sem marca (No mark)                       |   |                                      |